# Chapel of Garioch Parish Church

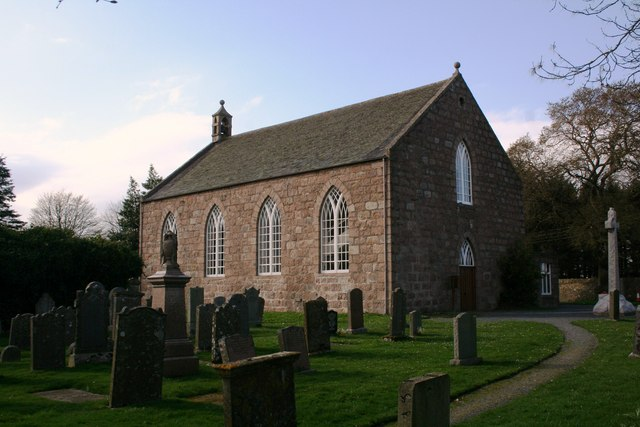
Chapel of Garioch Parish Church

Die Chapel of Garioch Parish Church ist eine Pfarrkirche der presbyterianischen Church of Scotland in dem schottischen Weiler Chapel of Garioch in der Council Area Aberdeenshire. 1971 wurde das Bauwerk in die schottischen Denkmallisten in der Denkmalkategorie B aufgenommen. Der zugehörige Friedhof ist hingegen als Kategorie-C-Bauwerk klassifiziert. Die Friedhofspforte Pittodrie’s Yate ist als Denkmal der höchsten Kategorie A eingestuft.

## Geschichte
Vermutlich wenige Jahre vor 1357 ließ Christian Bruce, Schwester des schottischen Königs Robert the Bruce, am Standort eine Marienkapelle errichten. Nachdem die Kirchengemeinden von Chapel of Garioch und Fetterneir im Jahre 1599 vereint worden waren, wurde die Kapelle vermutlich zur Pfarrkirche erweitert. Die heutige Chapel of Garioch Parish Church steht direkt nördlich der Marienkapelle. Sie wurde 1813 eröffnet. Ihre Glocke wurde 1871 gefertigt. Die Erweiterung im Jahre 1923 plante Alexander Marshall Mackenzie. Von der mittelalterlichen Kapelle sind heute nur noch einzelne Fragmente erhalten.

## Beschreibung
Die neugotische Kirche steht am Nordrand des Weilers Chapel of Garioch. Ihr rotes Mauerwerk besteht aus grob zu Quadern behauenem Granit. Entlang der Südfassade sind vier schlichte spitzbogige Maßwerke eingelassen. Ursprünglich ein schlichter länglicher Bau, wurde 1923 an der Nordseite ein Chor ergänzt. Auf dem Westgiebel sitzt ein neugotischer Dachreiter mit offenem Geläut auf. Das Dach ist mit Schiefer eingedeckt.

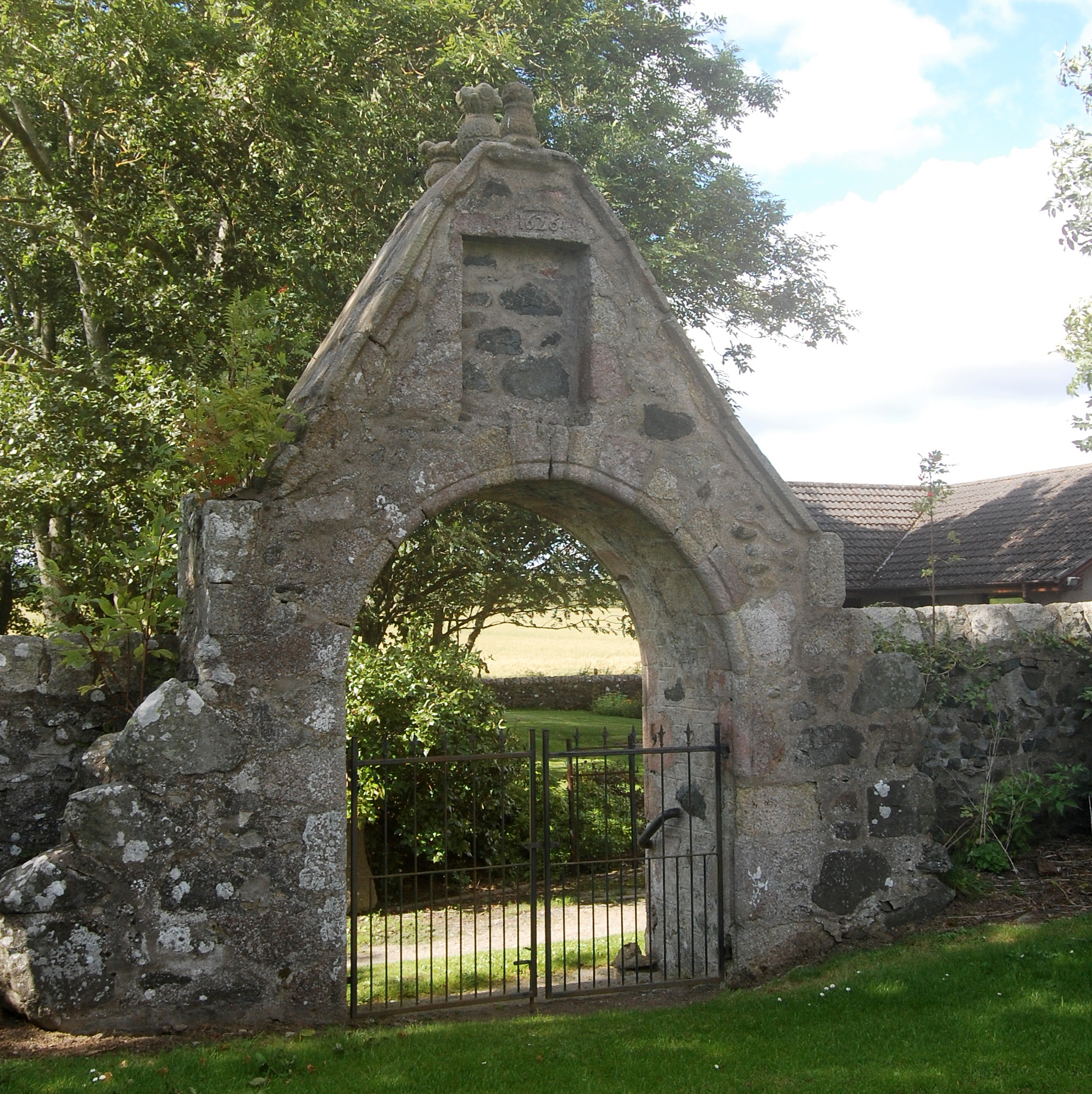
Pittodrie’s Yate

Eine Bruchsteinmauer umfriedet den Friedhof. Die Grabsteine stammen aus dem späten 18. Jahrhundert. Pittodrie’s Yate (Gate) wurde 1626 errichtet. Das Bauteil ist 4,5 m weit, am höchsten Punkt rund 4 m hoch und in die Friedhofsmauer integriert. Es ist unklar, ob es sich einst möglicherweise um ein Eingangsportal in der Außenmauer der Kapelle handelte. Die drei skulpturierten Steine auf dem Rundbogen wurde dort 1923 installiert. Möglicherweise handelt es sich um die Abschlusssteine einstiger Dachreiter der Kapelle.